# Uplawmoor
Uplawmoor ist eine kleine Ortschaft in der schottischen im Süden der Council Area East Renfrewshire. Sie liegt etwa jeweils 16 Kilometer südwestlich von Glasgow und nördlich von Kilmarnock am Ufer von Loch Libo. 2011 wurden in Uplawmoor 552 Einwohner gezählt. Dies bedeutet nur eine geringe Veränderungen gegenüber der Einwohnerzahl von 574 im Jahre 1971. Mit dem Herrenhaus Caldwell House befindet sich ein Bauwerk der höchsten schottischen Denkmalkategorie A in Clarkston. In der Umgebung von Uplawmoor waren in der Vergangenheit Minenunternehmen tätig.

## Verkehr
Die Ortschaft ist über die A736, die Irvine über Barrhead  mit der M8 und der A8 in Glasgow verbindet, an das Straßennetz angeschlossen. Mit der M77 passiert eine Autobahn Uplawmoor wenige Kilometer östlich. Im späten 19. Jahrhundert wurde die Lanarkshire and Ayrshire Railway eröffnet. Der Bahnhof von Uplawmoor entlang dieser Strecke war von 1903 bis 1962 in Betrieb.